# Viola Garfield
Viola E. Garfield (* 5. Dezember 1899 in Des Moines; † 25. November 1983) war eine US-amerikanische Anthropologin und Professorin an der University of Washington. Ihre Arbeit über die Gesellschaft und die Kunst der Tsimshian in British Columbia und Alaska gilt als wegweisend.

## Leben
Viola Edmundson wurde 1899 als ältestes von sechs Kindern von William Henry Edmundson und seiner Ehefrau Mary Louanna in Iowa geboren, doch die Familie zog wenige Jahre später nach Coupeville auf Whidbey Island im US-Bundesstaat Washington, wo sie die Schule besuchte. 1919 schrieb sie sich an der University of Washington in Seattle ein, wechselte aus finanziellen Gründen aber an die Bellingham Normal School (heute Western Washington University) in Bellingham, wo sie eine Ausbildung zur Lehrerin absolvierte. 1922 unterrichtete sie für das Bureau of Indian Affairs neun Monate Kinder der Tsimshian in Metlakatla auf Annette Island. Diese Erfahrung weckte ihr Interesse an den Indianerstämmen der Nordwestküste der Vereinigten Staaten.
Nachdem sie 1923 ohne Beschäftigung war, machte sie eine Ausbildung zur Stenotypistin, die sie mit einer Beschäftigung als Haushälterin finanzierte. Während ihrer Tätigkeit als Stenografin an der Handelskammer von Seattle lernte sie den ehemaligen Minenbesitzer und Pelzhändler Charles Garfield kennen und heiratete ihn 1924.
1927 schrieb sich Garfield an der University of Washington ein. Ihr Studium schloss sie 1928 mit einem Bachelor of Arts in Soziologie und 1931 mit einem Master of Arts in Anthropologie ab. Ihre Abschlussarbeit beschäftigte sich mit den traditionellen Mustern der Hochzeitskleidung der Tsimshian, die sie bei Feldforschungen in Metlakatla untersucht hatte. Ihre Professorin war Erna Gunther, mit der sie eine lebenslange Freundschaft verband. Ihre Promotion erfolgte in den Jahren 1931 bis 1933 unter anderem an der Columbia University in New York City bei Franz Boas und Ruth Benedict.
In den 1930er-Jahren arbeitete Garfield vor allem in Lax Kw'alaams (auch Port Simpson), der Hauptstadt des Indianerreservats Port Simpson Indian Reserve No. 1, in dem vor allem Mitglieder der Tsimshian leben. Unterstützt wurde sie vor allem von dem Tsimshian-Häuptling William Beynon, der selbst Ethnograph war. In der gemeinsamen Arbeit zeichneten Garfield und Benyon Kultur und Gesellschaft der Tsimshian umfassend auf. Treibende Kraft war hier Franz Boas, dessen Monografie über die Tsimshian ebenfalls von Beynon begleitet wurde. Garfields Dissertation aus dem Jahr 1935, 1939 veröffentlicht, hatte den Titel Tsimshian Clan and Society, und gehört bis heute zu den bedeutendsten Veröffentlichungen auf dem Gebiet. Mehrere Jahrzehnte lehrte sie als Professorin an der University of Washington. Zu ihren wichtigsten Arbeiten gehörte die über die Totempfähle. Für den United States Forest Service restaurierte sie viele Totems. Außerdem veröffentlichte sie 1948 mit dem Architekten und Leiter des Restaurierungsprojekts Linn Forest das Buch The Wolf and the Raven: Totem Poles of Southeastern Alaska.
Während ihres Aufenthalts in Port Simpson wurde Garfield von den Laxsgiik adoptiert und erhielt den Tsimshian-Namen Diiks. In den folgenden Jahren konzentrierte sich Garfield vor allem auf Kunst und Musik der Indianerstämme. Ihre Feldforschungen führten sie auch nach Alaska zu den Tlingit, wohin sie ihr Mann begleitete, der Chinook sprach.
Garfields umfangreicher Nachlass wird heute an der University of Washington verwahrt.

## Schriften
- Change in the Marriage Customs of the Tsimshian. University of Washington, Seattle 1931
- Tsimshian Clan and Society. In: University of Washington Publications in Anthropology, Vol. 7, Nr. 3, 1939, S. 167–340
- Historical Aspects of Tlingit Clans in Angoon, Alaska.  In: American Anthropologist, Vol. 49, Nr. 3, 1947, S. 438–452
- mit Linn Forest: The Wolf and the Raven: Totem Poles of Southeastern Alaska.  University of Washington Press, Seattle 1948
- mit Paul S. Wingert: The Tsimshian and Their Arts. University of Washington Press, Seattle 1951, 1966 neu aufgelegt
- Meet the Totem. Sitka Printing Company, Sitka 1951
- Possibilities of Genetic Relationship in Northern Pacific Moiety Structures.  In: American Antiquity, Vol. 18, nr. 3, 1953, S. 58–61
- Making a Bird or Chief's Rattle. In: Davidson Journal of Anthropology, Vol. 1, Nr. 11, S. 155–168
- Tsimshian. In: Encyclopædia Britannica. University of Chicago, Chicago, 1976